# Deroceras seriphium
Deroceras seriphium is een slakkensoort uit de familie van de Agriolimacidae. De wetenschappelijke naam van de soort is voor het eerst geldig gepubliceerd in 1981 door Wiktor & Mylonas.